# Une ville d'Afrique
Une ville d'Afrique (en anglais : An African City) est une websérie et une série télévisée de Nicole Amarteifio créée comme l'équivalent africain de Sex and the City pour la chaîne YouTube,. 
La diffusion du premier épisode de la saison 1 de la web série débute le 2 mars 2014, et est visualisable gratuitement sur Youtube. La diffusion de la saison 2 débute le 24 janvier 2016. La saison 2 devient payante et uniquement visualisable sur le site web de la série.
La série retrace la vie de cinq jeunes femmes célibataires d'origine ghanéenne qui ont vécu en Occident, et qui après murs réflexion ont décidé de s'installer définitivement au Ghana, leur terre d'origine. La série montre également la façon dont chaque femme est une femme accomplie, lorsqu'elle est formée à l'université. Chaque épisode est raconté par le personnage principal, NanaYaa et touche un large éventail de sujets allant de coupures de courant, de blanchiment de la peau à l'utilisation du préservatif.

## Histoire
Nicole Amarteifio, créatrice et productrice exécutive de la web série, née au Ghana et ayant grandi en Occident, elle a été inspirée pour créer la série en se basant sur les expériences de sa vie,. Lors de son retour officiel au Ghana, elle voulait raconter l'histoire des femmes qui retournaient dans le pays et aider à changer le visage de la femme africaine au sein de la société en général. Inspiré par Issa Rae des web séries The Mis-Adventures of Awkward Black Girl, Nicole Amarteifio a fait de la série une série web parce qu'elle a estimé que ses idées seraient changées et que ce ne serait pas l'histoire qu'elle essayait de dire si elle avait fait une série télévisée. Cependant, elle s'est basé sur la série de Sex and the City parce que selon elle, cette série donnait de la confiance aux femmes américaines et qu'elle voulait faire de même pour les femmes du continent africain,.

## Personnages

### NanaYaa
Dépeinte par l'actrice ghanéenne (vivant à New York) MaameYaa Boafo, Nana Yaa est une Ghanéenne, qui a grandi dans la banlieue de New York. Après avoir vécu seule à Manhattan après le retour de sa famille au Ghana, elle est de retour dans son pays natal, après avoir obtenu son premier diplôme à l'Université de Georgetown et son diplôme d'études supérieures en journalisme de l'Université de Columbia. De retour à Accra, elle travaille comme journaliste et présentatrice de Talk-Show à l'une des principales stations de radio du Ghana.

### Ṣadé
Ṣadé est une Ghanéenne-nigériane élevé à Huston, et travaille comme directrice marketing pour une importante banque nigériane basée à Accra. Elle est diplômée de la Harvard Business School et a passé la majeure partie de sa vie professionnelle entre New York et Boston. Sade est connue pour jouer la difficile à avoir, ainsi que d'être gâté par ses nombreux prétendants. Athée en raison de son attitude sexuelle prometteuse et libérale, Sade affronte souvent Ngozi qui est une chrétienne dévouée. Sade est dépeint par l'actrice ghanéenne-américaine Nana Mensah.

### Zainab
Zainab est une Ghanéen née en Sierra Leone, et a grandi à Atlanta. Son esprit d'entreprise l'a ramenée au Ghana et elle est constamment à l'affût des occasions d'affaires. Elle exporte du beurre de karité aux États-Unis et aide les femmes appauvries dans la région du Nord du Ghana. Très impliquée dans son travail, Zainab a peu de temps pour sa vie amoureuse bien qu'elle ait eu plusieurs amants potentiels à travers la série. Zainab est dépeint par l'actrice ghanéenne-américaine Maame Adjei.

### Makena
Makena est née au Kenya, mais a passé la majeure partie de sa vie à Londres. Elle est issue d'une famille birmane, avec une mère ghanéenne et un père britannique. En Angleterre, elle a obtenu son diplôme d'Oxford Law et a ensuite mené une carrière réussie dans un cabinet d'avocats. Cependant, après un divorce, elle a décidé de retourner au continent sans emploi. Elle a une habitude de fumer, et on la voit parfois fumer des cigarettes. Makena est représentée par l'actrice ghanéenne australienne Marie Humbert.

### Ngozi
Ngozi est une nigériane, et la plus jeune des cinq amies. Elle a été élevée dans le Maryland. Après avoir obtenu son diplôme d'études supérieures en affaires internationales, on lui a offert un emploi dans une agence de développement à Accra au Ghana. Au grand désarroi de ses amies, Ngozi est la religieuse du groupe. Célibataire elle jure de ne pas avoir de rapports sexuelles jusqu'à ce qu'elle soit mariée. En raison de ses fortes croyances chrétiennes, elle se heurte souvent avec Sadé, qui est totalement irréligieuse. Ngozi est représenté par l'actrice nigériane-américaine Esosa E.